# Lycaenidae
I Licenidi (Lycaenidae Leach, 1815) sono un'ampia famiglia cosmopolita di lepidotteri diurni, appartenente alla superfamiglia Papilionoidea.

## Biologia
La maggior parte delle specie della famiglia Lycaenidae hanno associazioni, di tipo mutualistico o parassitario, obbligate o facoltative, con varie specie di formiche (mirmecofilia). Sia i bruchi che le pupe di questi lepidotteri utilizzano complessi segnali chimici o acustici per condizionare il comportamento delle formiche, ricevendone protezione contro i parassiti e i predatori.
Le larve posseggono delle strutture ghiandolari che secernono sostanze in grado di condizionare il comportamento delle formiche limitandone l'aggressività e quindi inducendole alla tolleranza nei confronti dell'ospite. Alcune specie (Lycaeninae, Curetinae e alcune Miletinae) sono inoltre dotate di particolari strutture, poste sull'ottavo tergite addominale, in grado di emettere segnali chimici che richiamano le formiche; ciò avviene in genere quando la larva è molestata da parassiti o predatori. In quasi tutte le Lycaeninae esiste infine una struttura ghiandolare specializzata, il cosiddetto nettario dorsale, posto sul settimo tergite addominale, che produce sostanze nutritive gradite alle formiche, contribuendo in maniera decisiva alla relazione mutualistica.
Le specie appartenenti a questa famiglia si nutrono con vari tipi di cibo, incluse felci, conifere, funghi, licheni, cycas, e larve di formica.

## Tassonomia
La famiglia si suddivide nelle seguenti sottofamiglie:
- Curetinae
- Lycaeninae
- Miletinae
- Polyommatinae
- Poritiinae
- Theclinae

### Alcune specie
- Agrodiaetus dolus
- Anthene sylvanus
- Cacyreus marshalli
- Cupido argiades
- Curetis thetis
- Jameela palmyra
- Lampides boeticus
- Liphyra brassolis
- Quercusia quercus
- Myrina silenus
- Polyommatus icarus
- Scolitantides orion
- Zizeeria knysna